# Boca Samí
Boca Samí, Boca Sint Michiel – miejscowość (plaats) oraz osada (buurt) w dystrykcie Bandabou, w kraju autonomicznym Curaçao, należącym do Holandii, w Ameryce Południowej. 20 października 2023 r. liczyła 5765 mieszkańców. Leży na zachodnim wybrzeżu wyspy, ok. 5 km. na zachód od stolicy wyspy Willemstad. Dawna wioska rybacka.
Znajdują się tutaj pozostałości po forcie Sint Michiel, zatoka Sint Michielsbaai oraz plaża Blauwbaai. Rokrocznie odbywają się tutaj regaty Samí Sail.
Tutejszy klub piłkarski to Jong Colombia.

## Osady
Sześć osad (wijk) wchodzi w skład miejscowości:
| Lp. | Nazwa              | Powierzchnia km² | Liczba mieszkańców |
| --- | ------------------ | ---------------- | ------------------ |
| 1.  | Blauw              | 2,21             | 1006               |
| 2.  | Boca Samí          | 0,63             | 1335               |
| 3.  | Jandoret           | 0,83             | 1841               |
| 4.  | Klein Sint Michiel | 1,45             | 1350               |
| 5.  | Sami Liber         | 2,34             | 235                |
| 6.  | Zegu               | 10,48            | 192                |